# Konia eisentrauti
Konia eisentrauti és una espècie de peix de la família dels cíclids i de l'ordre dels perciformes.

## Morfologia
- Els mascles poden assolir 9,3 cm de longitud total.
- Nombre de vèrtebres: 29.[1][2]

## Hàbitat
És una espècie de clima tropical entre 25 °C-27 °C de temperatura.

## Distribució geogràfica
Es troba a Àfrica: és una espècie de peix endèmica del llac Barombi-ma-Mbu (oest del Camerun).